# Francisco Bardales
Francisco "Paco" Bardales (Iquitos, Perú, 1977 - ) es un escritor, cronista, periodista, guionista, productor y director cinematográfico, bloguero y exdirector de la INC de Loreto. Escribió en coautoría Libro de estilo de Kanatari (2004) y, fue el editor de Chullachaqui (2006),  y el guionista de Inmortal (2008). Además es el creador de Diario de IQT, un blog influido por su obra IQT (Remixes).
Ha escrito desde los 16 años en los más diversos y variados medios escritos a nivel nacional. Ha publicado los libros IQT (Remixes) en 2007, Resplandor (2012) y POP (2014). Desde el 2005 administra el blog Diario de IQT, referente sobre temas de actualidad, cultura y Amazonía. Ha escrito crítica fílmica en la plataforma digital Cinencuentro.  Es productor de AV Films (compañía cinematográfica que ha realizado, entre otros, las películas "Cementerio General" y "Secreto Matusita"). Ha sido parte del equipo de producción del documental, "La Espera. Historias del Baguazo" (2012). Fue guionista y productor ejecutivo de "Desaparecer" (premio de proyectos de largometraje del Ministerio de Cultura de Perú). Ha escrito y dirigido la película "Maligno" (2016), premio al mejor director iberoamericano del Festival de Cine Rojo Sangre de Argentina.  Ha sido editor de la plataforma digital La Mula, fundador de la Red Peruana de Periodistas Culturales. Ha ganado en la categoría blog por Historias del Cambio ClimáticoM en la edición de los Premios Nacionales de Periodismo (2014). Ha trabajado en la producción de los largometrajes "La Pampa", "Mapacho", entre otros. Su cuarto libro se titula "Relatos de Caucho y Oscuridad" (2021), del cual se realizó una adaptación teatral llamada "Monólogos de caucho y oscuridad" (2022), del cual fue guionista y productor. Así mismo ha sido creador y productor de las obras teatrales "Manteles, huevos y cuchillos"(2024) y "Ashishita" (2024). 